# Прораб
Прораб (сокращение от «производитель работ») — должность руководителя среднего звена на стройке.

## Должностные права и обязанности
Прораб осуществляет руководство строительством на своём участке или объекте. Он обеспечивает выполнение заданий по вводу объектов в эксплуатацию в установленные сроки, организует производство, обеспечивает соблюдение норм и правил техники безопасности и технологии производства, ведёт учёт выполненных работ, оформляет техническую документацию, участвует в сдаче объектов в эксплуатацию, устанавливает мастерам производственные задания по объёмам строительно-монтажных и пусконаладочных работ, контролирует их выполнение. Также в некоторых случаях прораб занимается закупкой стройматериалов, распределением и выплатой зарплат, взаимодействием с субподрядчиками.
На должность производителя работ (прораба) чаще назначается лицо, имеющее высшее профессиональное (техническое) образование и стаж работы в строительстве на инженерно-технических должностях не менее 3 лет или среднее профессиональное (техническое) образование и стаж работы в строительстве на инженерно-технических должностях не менее 5 лет.
На постсоветском пространстве, включая Россию, отличительным знаком прораба является белая каска. Его подчинённые, как правило, носят оранжевые, синие или жёлтые каски.